# Attika (kraj)
Attika (řecky: Αττική, tj. Attiki) je od roku 1987 jedním z krajů Řecka. Leží v něm hlavní město Atény a několik dalších měst. Rozloha kraje je 3808 km2 a žije v něm 3 827 624 obyvatel, naprostá většina v Athénách a přilehlých městech. Vedle téměř celého historického kraje Attiky k němu náleží území někdejšího starořeckého státu Megaridy, okrajová část historického území Bojótie (bývalá obec Erythres), ostrovy v Sarónském zálivu (Salamis, Aigína, Angistri, Poros), východní část historického kraje Argolidy s přilehlými ostrovy Dokosem, Hydrou, Spetsem, Spetsopoulou a izolované ostrovy ze souostroví Jónských ostrovů (Kythéra, Antikythéra s přilehlými ostrůvky).

## Správní členění
Od 1. ledna 2011 se kraj člení na následující regionální jednotky:
- Jižní Athény
- Pireus
- Severní Athény
- Střední Athény
- Východní Attika
- Západní Athény
- Západní Attika
- Ostrovy

Do roku 2010 se kraj členil na 4 prefektury: Athény, Pireus, Východní Attika, Západní Attika

## Velká města
- Athény
- Pireus
- Eleusis
- Laurium
- Marathón
- Megara